# Help Is on the Way
«Help Is on the Way» es un sencillo de Rise Against publicado en 2011 y perteneciente al álbum Endgame (álbum de Rise Against)

## Ranking

### Ranking Semanal
| Ranking (2011)                              | Posición máxima |
| ------------------------------------------- | --------------- |
| Australia Hitseekers (ARIA)                 | 10              |
| Canada (Canadian Hot 100)                   | 45              |
| República Checa (Modern Rock)               | 4               |
| UK Rock and Metal (Official Charts Company) | 19              |
| US Billboard Hot 100                        | 89              |
| US Hot Rock Songs (Billboard)               | 2               |

|